# Thụy Hùng, Lạng Sơn
Thụy Hùng là một xã thuộc tỉnh Lạng Sơn, Việt Nam.
Xã Thụy Hùng có diện tích 29,95 km², dân số năm 2016 là 1.624 người, mật độ dân số đạt 52 người/km².
Theo thống kê năm 2019, xã Thụy Hùng có diện tích 29,95 km², dân số là 1.642 người, mật độ dân số đạt 55 người/km².